# ریتروده
ریتروده (به آلمانی: Ritterode) یک منطقهٔ مسکونی در آلمان است که در هت‌اشتت واقع شده‌است. ریتروده ۳۲۰ نفر جمعیت دارد.